# Kirkcudbright
Kirkcudbright (in gaelico scozzese Cille Chuithbeirt cioè Cappella di Cutberto) è una città della Dumfries e Galloway, una regione della Scozia sud-occidentale, Regno Unito, con 3 447 abitanti al censimento del 2001 nel Regno Unito.
Situata in prossimità della foce del fiume Dee approssimativamente a 10 km dall'Oceano Atlantico e a 25 km da Dumfries, Kirkcudbright è stato un royal burgh fondato nel 1453, ed è stata sede della soppressa Contea del Kirkcudbrightshire.